# Rohożany
Rohożany (ukr. Рогожани) – wieś na Ukrainie na terenie rejonu włodzimierskiego w obwodzie wołyńskim, liczy 401 mieszkańców.